# Miami Ad School
 A Miami Ad School é uma escola técnica com fins lucrativos, focada em direção de arte, redação, design gráfico e fotografia, com vários locais nos Estados Unidos. Os alunos também podem receber um bacharelado em publicidade, produção de mídia e administração de empresas e um mestrado em comunicação de massa por meio de programas conjuntos com universidades da Flórida, Espanha e Alemanha. Foi fundada por Ron e Pippa Seichrist em 1993 em Miami Beach, Flórida. A escola está atualmente sediada em Wynwood (Miami, Flórida)  com localizações em quatro cidades dos EUA e em oito outros países.

## Fundação e programas
A Miami Ad School foi fundada em 1993 por Ron Seichrist, um ex-diretor de criação e sua esposa, Pippa. A Miami Ad School é credenciada pelo Conselho de Educação Ocupacional, tendo sido inicialmente candidata a credenciamento em 1994 e recebida em 1995. Desde então, foi descrita como uma das "instituições de ensino superior mais prestigiadas" no campo do design.
Entre seus programas, a escola oferece três meses de Boot Camp para planejamento de contas e mídias sociais. De acordo com o jornal Adweek, do setor: "A instalação opera de várias maneiras, como uma agência tradicional, na qual os alunos direcionam vagas, escrevem cópias publicitárias e aprendem a gerenciar orçamentos". Em maio de 2012, a escola também lançou seu programa "Miami Ad School Pro", um workshop para fornecer instruções sobre tendências recentes para profissionais do setor de publicidade. O programa foi lançado no Brooklyn, Nova York.

## Campanhas notáveis

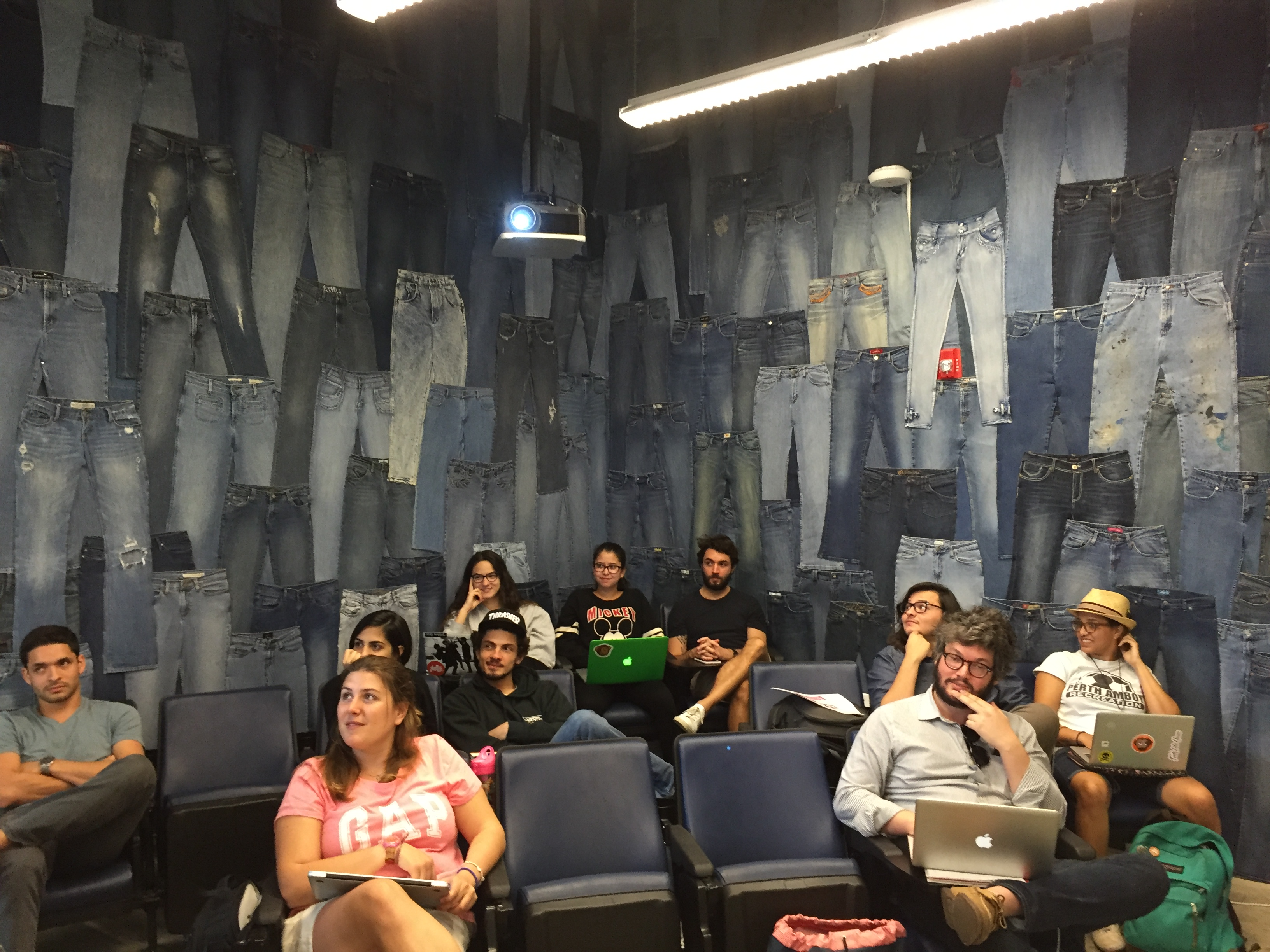
Sala de aula com parede de bluejeans.

Em 2013, os alunos da Miami Ad School no campus da escola em San Francisco criaram uma campanha publicitária para o Projeto Trevor, destacando o perigo do bullying de jovens LGBT que levaria ao suicídio. Também em 2013, os alunos da Miami Ad School em Nova York desenvolveram "uma promoção fictícia para a Biblioteca Pública de Nova York que utilizaria o transporte público", permitindo que os passageiros baixassem temporariamente trechos dos livros mais vendidos. A proposta despertou algum interesse das bibliotecas locais e uma promoção semelhante foi lançada nas estações de trem da Filadélfia. Em uma campanha semelhante em 2014, "os alunos da Miami Ad School se uniram à Pandora para criar a campanha 'Estações subterrâneas', destacando os músicos do metrô".
Em 2011, os alunos da Miami Ad School Europe desenvolveram uma campanha de marketing para uma marca russa de vodka envolvendo uma "roleta russa" virtual, na qual quatro participantes forneceriam seus detalhes de login no Facebook, com o "perdedor" tendo sua conta do Facebook excluída permanentemente e o "vencedores" sendo sorteados para ganhar uma viagem à Rússia.

Em 2007, a escola anunciou seus próprios programas criando um anúncio de revista contendo cartões perfurados representando pessoas famosas do setor publicitário, e em 2010 o fez criando sua própria marca de água engarrafada, chamada "Smudge Slobber", em homenagem ao cão do fundador.

## Localizações

### Estados Unidos
- Atlanta, Geórgia[16]
- Miami, Flórida[2]
- Nova York, Nova York
- São Francisco, Califórnia

### Internacional
- Berlim, Alemanha[16]
- Buenos Aires, Argentina
- Hamburgo, Alemanha
- Madri, Espanha
- Cidade do México, México
- Mumbai, Índia
- Punta Cana, República Dominicana
- Rio de Janeiro, Brasil
- São Paulo, Brasil
- Sydney, Austrália
- Toronto, Ontário, Canadá